# 萬合 (臺灣)
萬合，是臺灣彰化縣二林鎮的一個傳統地域名稱，位於該鎮中部偏東北。相較於今日行政區，其範圍大致包括與萬合里相近。

## 歷史
台灣清治末期至日治初期，萬合地區為一街庄，稱為「萬合庄」，隸屬於二林下堡。該庄東北與萬興庄、塗仔崙庄為鄰，東及東南與大排沙庄為鄰，西南邊為山藔庄，西邊及西北邊為舊趙甲庄。
1901年（日治明治三十四年）11月，全台廢縣廳改設二十廳，該庄隸屬於彰化廳。1903年（明治三十六年）6月，該庄編入「二林區」，隸屬於彰化廳。1909年（明治四十二年）10月，合併二十廳為十二廳，二林區改隸屬於臺中廳。1920年（大正九年），廢廳、支廳、區、街庄（舊制）改設州、郡、街庄（新制）、大字，該庄改制為「萬合」大字，隸屬於臺中州北斗郡二林庄。1937年，二林庄升格為二林街。
戰後二林街改制為二林鎮，隸屬於臺中縣，大字亦改制為里。1950年10月，中、彰、投分治，二林鎮改隸屬彰化縣。

## 聚落
本地區發展較早的聚落有頂萬合、下萬合、下水仔等，在日治期初期的官方地圖上已有記載。此外，本地區尚有相思寮聚落。

## 交通
鄉道彰127線（成田巷、萬源路）是頂後厝至新莊的道路，大致以西北西—東南東走向由本地區西部邊界中央略偏北入境後，轉南蜿蜒進入萬合聚落，至萬源路路口轉東微北再順路轉東南，出聚落後轉東南微南東，經鄉道彰129線路口後轉南南東出境。由該道路向西北西可前往舊趙甲並止於其西部頂後厝聚落南郊的縣道143號路口，向南南東可前往大排沙、丈八斗東部、𥕟磘、五庄子、樹子腳西北端、樹子腳與內蘆竹塘交界地帶、內蘆竹塘東南部、內蘆竹塘與番子寮交界地帶、番子寮與下溪墘交界地帶並止於新庄聚落的田頭堤防道路路口。
鄉道彰129線（太平路、太平路二段）是挖仔至二林的道路，大致以東南東—西北西走向由本地區東部邊界北側到達邊界後，轉南南西沿邊界地帶而行，其後因邊界線南移而入境，經鄉道彰127線路口後轉西南，出境一小段後再度入境，其後於本地區南部邊界中央出境。由該道路東北段向東南東轉北北東可前往大排沙西北端、塗子崙、挖子並止於縣道148號路口，由西南段向西南可前往山寮並止於縣道150號路口。
鄉道彰129-2線是萬興至萬合的道路，其南側端點位於本地區東部邊界地帶中央偏北的鄉道彰129線萬芳橋南側路口。由此向西北轉北北西蜿蜒而行，於本地區北部邊界出境後可前往萬興並止於縣道148號舊線（二溪路六段）路口。

## 學校
- 萬合國小

一所教育部編定的偏鄉國小，位於中科四期二林園區旁邊。校風樸實，重視多元發展與品格教育。除了本土語言的推動外，另長期取得外籍教師的教學資源。

## 產業
- 中部科學園區二林園區（部分）